# Alison Louder
Alison Louder est une actrice canadienne.

## Filmographie

### Cinéma
- 2000 : Cul-de-sac : Fanny
- 2007 : Rise of the Ghosts : Veronica
- 2008 : La Momie : La Tombe de l'empereur Dragon : la femme dans la librairie
- 2009 : Crawler : Laura
- 2011 : Another Silence : Kate
- 2012 : Sur la route : Dorie
- 2012 : Something More Than Nothing
- 2012 : You Are Driving Me Crazy : la femme terrifiée
- 2014 : Elephant Song : l'infirmière

### Télévision
- 2008 : You Belong to Me : Ellen Dionne
- 2010 : Le Serpent de septembre : Karen
- 2010 : Blue Mountain State : Skye (1 épisode)
- 2011-2014 : Being Human : Emily Levison (11 épisodes)
- 2015 : Helix : Sœur Amy (12 épisodes)
- 2016 : Les Enquêtes de Murdoch (saison 9 épisode 13 ) : Lucy Maud Montgomery